# Liste des circonscriptions parlementaires de Clwyd
 (décembre 2016).
Le contenu est difficilement compréhensible vu les erreurs de traduction, qui sont peut-être dues à l'utilisation d'un logiciel de traduction automatique.
Sept circonscriptions au Parlement du Royaume-Uni couvrent le Clwyd. Elles sont toutes des circonscriptions de comté (CCs) de la Chambre des communes siégeant à Westminster, et sont également utilisées pour les élections à l'Assemblée nationale du pays de Galles. Les limites actuelles sont utilisées depuis l'élection de l'Assemblée galloise de 2007 et l'Élections générales de 2010.
Clwyd est l'un des huit comtés préservés du Pays de Galles. Comme on le définit actuellement, le comté préservé comprend les principales zones de Conwy, Denbighshire, Flintshire est Wrexham.
Pour les élections à l'Assemblée galloise, les circonscriptions sont regroupées en membres supplémentaires régions électoral, Et les changements apportés aux limites des circonscriptions signifient également des changements aux frontières régionales.

## Délimitations

### Depuis 2010
| Circonscription                      | Frontières                                            |
| ------------------------------------ | ----------------------------------------------------- |
| 1. Aberconwy CC (Westminster)        | Circonscriptions parlementaires de Clwyd depuis 2010. |
| 2. Alyn and Deeside CC (Westminster) | Circonscriptions parlementaires de Clwyd depuis 2010. |
| 3. Clwyd South CC (Westminster)      | Circonscriptions parlementaires de Clwyd depuis 2010. |
| 4. Clwyd West CC (Westminster)       | Circonscriptions parlementaires de Clwyd depuis 2010. |
| 5. Delyn CC (Westminster)            | Circonscriptions parlementaires de Clwyd depuis 2010. |
| 6. Vale of Clwyd CC (Westminster)    | Circonscriptions parlementaires de Clwyd depuis 2010. |
| 7. Wrexham CC (Westminster)          | Circonscriptions parlementaires de Clwyd depuis 2010. |

### 1997 à 2010
| Circonscription                                     | Frontières                                           |
| --------------------------------------------------- | ---------------------------------------------------- |
| 1. Alyn and Deeside CC (Westminster)                | Circonscriptions parlementaires de Clwyd avant 2010. |
| 2. Clwyd South CC (Westminster) (partie)            | Circonscriptions parlementaires de Clwyd avant 2010. |
| 3. Clwyd West CC (Westminster)                      | Circonscriptions parlementaires de Clwyd avant 2010. |
| 4. Conwy CC (Westminster) (parttie)                 | Circonscriptions parlementaires de Clwyd avant 2010. |
| 5. Delyn CC (Westminster)                           | Circonscriptions parlementaires de Clwyd avant 2010. |
| 6. Meirionnydd Nant Conwy CC (Westminster) (partie) | Circonscriptions parlementaires de Clwyd avant 2010. |
| 7. Vale of Clwyd CC (Westminster)                   | Circonscriptions parlementaires de Clwyd avant 2010. |
| 8. Wrexham CC (Westminster)                         | Circonscriptions parlementaires de Clwyd avant 2010. |

La circonscription de Clwyd South est également circonscription de Powys, et une partie des circonscriptions de Conwy et Meirionnydd Nant Conwy circonscription de Gwynedd.

## Changement proposé en 2016
En tant que membre de Sixth Periodic Review of Westminster constituencies, publié en 2016, la Commission de délimitation pour le pays de Galles a recommandé que les circonscriptions suivantes couvrent la totalité ou une partie de la région de Clwyd, certains sièges étant donnés en langue galloise.
- Gogledd Clwyd a Gwynedd ("North Clwyd and Gwynedd")
- Colwyn and Conwy
- Flint and Rhuddlan
- Alyn and Deeside
- Wrexham Maelor
- De Clwyd a Gogledd Sir Faldwyn ("South Clwyd and North Montgomeryshire")

## Assemblée frontières

### Depuis 2007
| Circonscription                   | Assemble région | Circonscription frontières            |
| --------------------------------- | --------------- | ------------------------------------- |
| 1. Aberconwy CC (Assembly)        | North Wales     | Assembly constituencies in Clwyd 2007 |
| 2. Alyn and Deeside CC (Assembly) | North Wales     | Assembly constituencies in Clwyd 2007 |
| 3. Clwyd South CC (Assembly)      | North Wales     | Assembly constituencies in Clwyd 2007 |
| 4. Clwyd West CC (Assembly)       | North Wales     | Assembly constituencies in Clwyd 2007 |
| 5. Delyn CC (Assembly)            | North Wales     | Assembly constituencies in Clwyd 2007 |
| 6. Vale of Clwyd CC (Assembly)    | North Wales     | Assembly constituencies in Clwyd 2007 |
| 7. Wrexham CC (Assembly)          | North Wales     | Assembly constituencies in Clwyd 2007 |

Les sept circonscriptions se trouvent toutes dans la région électorale du North Wales, qui comprend également deux circonscriptions de Gwynedd.

### 1999 à 2007
| Circonscription                                | Assemble région    | Circonscription frontières                |
| ---------------------------------------------- | ------------------ | ----------------------------------------- |
| 1. Alyn and Deeside CC (Assembly)              | North Wales        | Assembly constituencies in Clwyd pre-2007 |
| 2. Clwyd South CC (Assembly) (part)            | North Wales        | Assembly constituencies in Clwyd pre-2007 |
| 3. Clwyd West CC (Assembly)                    | North Wales        | Assembly constituencies in Clwyd pre-2007 |
| 4. Conwy CC (Assembly) (part)                  | North Wales        | Assembly constituencies in Clwyd pre-2007 |
| 5. Delyn CC (Assembly)                         | North Wales        | Assembly constituencies in Clwyd pre-2007 |
| 6. Meirionnydd Nant Conwy CC (Assembly) (part) | Mid and West Wales | Assembly constituencies in Clwyd pre-2007 |
| 7. Vale of Clwyd CC (Assembly)                 | North Wales        | Assembly constituencies in Clwyd pre-2007 |
| 8. Wrexham CC (Assembly)                       | North Wales        | Assembly constituencies in Clwyd pre-2007 |

## Résultats

### Westminster élections
| 2005                                                                | 2010                                                                | 2015                                                                |
| ------------------------------------------------------------------- | ------------------------------------------------------------------- | ------------------------------------------------------------------- |
| Résultats des élections générales du Royaume-Uni de 2005 pour Clwyd | Résultats des élections générales du Royaume-Uni de 2010 pour Clwyd | Résultats des élections générales du Royaume-Uni de 2015 pour Clwyd |

### Assemble élections
| 2007                                                                            | 2011 | 2016 |
| ------------------------------------------------------------------------------- | --- | --- |
| Constituency results of the National Assembly for Wales election 2007 for Clwyd | Résultats des circonscriptions électorales de l'Assemblée nationale pour l'élection au pays de Galles de 2011 pour Clwyd | Résultats des circonscriptions électorales de l'Assemblée nationale pour l'élection au pays de Galles de 2011 pour Clwyd |

## Représentation historique par parti

### 1885 à 1918
| Circonscription                                                         | 1885      | 1886    | 1892    | 1895    | 97      | 1900    | 1906    | 06       | janvier 1910 | décembre 1910 | 13          |
| ----------------------------------------------------------------------- | --------- | ------- | ------- | ------- | ------- | ------- | ------- | -------- | ------------ | ------------- | ----------- |
| Denbigh, Holt, Ruthin & Wrexham                                         | Kenyon    | Kenyon  | Kenyon  | Howell  | Howell  | Kenyon  | Edwards | Edwards  | Ormsby-Gore  | Ormsby-Gore   | Ormsby-Gore |
| Denbighshire East                                                       | Morgan    | Morgan  | Morgan  | Morgan  | Moss    | Moss    | Moss    | Hemmerde | Hemmerde     | John          | John        |
| Denbighshire West                                                       | West      | →       | Roberts | Roberts | Roberts | Roberts | Roberts | Roberts  | Roberts      | Roberts       | Roberts     |
| Flint, Caergwrle, Caerwys, Holywell, Mold, Overton, Rhuddlan & St Asaph | Roberts   | Roberts | Lewis   | Lewis   | Lewis   | Lewis   | Idris   | Idris    | Summers      | Summers       | Parry       |
| Flintshire                                                              | Grosvenor | Smith   | Smith   | Smith   | Smith   | Smith   | Lewis   | Lewis    | Lewis        | Lewis         | Lewis       |

### 1918 à 1950
| Circonscription | 1918      | 1922      | 1923      | 1924      | 1929            | 1931    | 32      | 1935     | 42       | 43       | 1945     |
| --------------- | --------- | --------- | --------- | --------- | --------------- | ------- | ------- | -------- | -------- | -------- | -------- |
| Denbigh         | D. Davies | J. Davies | E. Davies | E. Davies | Morris-Jones    | ➜       | ➜       | ➜        | ➜        | ➜        | ➜        |
| Wrexham         | Thomas    | Richards  | Richards  | Williams  | Richards        | Roberts | Roberts | Richards | Richards | Richards | Richards |
| Flintshire      | Parry     | Parry     | ➜         | Roberts   | Llewellyn-Jones | ➜       | ➜       | Rowlands | Rowlands | Rowlands | Birch    |

### 1950 à 1983
| Circonscription | 1950     | 1951     | 1955  | 1959   | 1964   | 1966   | 1970   | février 1974 | oct obre1974 | 1979   | 81     |
| --------------- | -------- | -------- | ----- | ------ | ------ | ------ | ------ | ------------ | ------------ | ------ | ------ |
| Denbigh         | Evans    | Evans    | Evans | Morgan | Morgan | Morgan | Morgan | Morgan       | Morgan       | Morgan | Morgan |
| Wrexham         | Richards | Richards | Jones | Jones  | Jones  | Jones  | Ellis  | Ellis        | Ellis        | Ellis  | →      |
| Flintshire East | White    | White    | White | White  | White  | White  | Jones  | Jones        | Jones        | Jones  | Jones  |
| Flintshire West | Birch    | Birch    | Birch | Birch  | Birch  | Birch  | Meyer  | Meyer        | Meyer        | Meyer  | Meyer  |

### 1983 à aujourd’hui
| Circonscription    | 1983     | 1987     | 1992     | 1997     | 2001     | 2005     | 2010     | 2015     |
| ------------------ | -------- | -------- | -------- | -------- | -------- | -------- | -------- | -------- |
| Aberconwy          |          |          |          |          |          |          | Bebb     | Bebb     |
| Alyn and Deeside   | B. Jones | B. Jones | B. Jones | B. Jones | Tami     | Tami     | Tami     | Tami     |
| Clwyd South (1997) | Harvey   | M. Jones | M. Jones | M. Jones | M. Jones | M. Jones | S. Jones | S. Jones |
| Clwyd West (1997)  | Meyer    | Meyer    | Richards | Thomas   | Thomas   | D. Jones | D. Jones | D. Jones |
| Delyn              | Raffan   | Raffan   | Hanson   | Hanson   | Hanson   | Hanson   | Hanson   | Hanson   |
| Wrexham            | Marek    | Marek    | Marek    | Marek    | Lucas    | Lucas    | Lucas    | Lucas    |
| Vale of Clwyd      |          |          |          | Ruane    | Ruane    | Ruane    | Ruane    | Davies   |